# Đức Long (phường)
Đức Long là một phường thuộc thành phố Phan Thiết, tỉnh Bình Thuận, Việt Nam.
Phường Đức Long có diện tích 2,07 km², dân số năm 1999 là 15.452 người, mật độ dân số đạt 7.465 người/km².